# نورول، میشیگان
نورول (به انگلیسی: Norvell Township) یک منطقهٔ مسکونی در ایالات متحده آمریکا است که در شهرستان جکسون، میشیگان واقع شده‌است.
 نورول  ۲٬۹۶۳ نفر جمعیت دارد و ۲۸۲ متر بالاتر از سطح دریا واقع شده‌است.